# پارک ملی سامور-یالاما
پارک ملی سامور - یالاما (به لاتین: Samur-Yalama Milli Parkı) یک پارک ملی در شمال کشور جمهوری آذربایجان است. این پارک ملی توسط الهام علی‌اف رئیس‌جمهور جمهوری آذربایجان در ۵ نوامبر ۲۰۱۲ در ناحیه اداری شهرستان خاچماز تأسیس شد. مساحت آن ۱۱٬۷۷۲٫۴۵ هکتار (۱۱۷٫۷۲۴۵ کیلومتر مربع) است.
هدف این پارک حفظ تنوع زیستی و ژنتیکی این منطقه طبیعی منحصر به فرد و همچنین اشیای تاریخی-فرهنگی آن است. علاوه بر این هدف دیگر آن توسعه محیط زیست گردی و تفریحی است. برخی از مسیرهای توریستی آن از ناحیه یالاما شروع می‌شوند.

## ویژگی‌ها
بخش اعظم این پارک در ناحیه ساحلی دریای کاسپین است که دارای پوشش جنگلی است. به طور کلی چند منظره کلی در این پارک یافت می‌شود: اسکله‌های دریایی، اسکله‌ها و بناهای چوبی، مناظر دارای پوشش جنگلی، گیاهان بوته‌ای و مناظر استپی خشک. در این ناحیه چهار منطقه آب و هوایی وجود دارد که میزان بارندگی در آن متفاوت است، به‌طوری‌که در مناطق ساحلی کمتر از ۳۵۰ میلی‌متر ، و در مناطق دورتر از دریا بیش از ۴۵۰ میلی‌متر باران می‌بارد. خاک این ناحیه از بسیار شنی تا بسیار خاکی متغیّر است.

## گیاهان و جانوران

### گیاهان
گونه های غالب درخت آن بلوط مونتانا و انجیلی هستند.

### جانوران
برخی از گونه‌های جانوری برجسته آن عبارت هستنر از کورکور سیاه، عقاب شاهی، سمور آبی، گربه جنگلی، وشق، بز کوهی اروپایی، گوزن قرمز خزر (مرال) و خرس قهوه‌ای.
در آب‌های ساحلی متعلق به پارک ملی نیز اوزون‌برون، قزل‌آلای خال‌سرخ ، مارماهی‌سانان و ماهی سفید یافت می‌شود.